# 红眉松雀
红眉松雀（学名：Carpodacus subhimachalus）为燕雀科朱雀属的鸟类。分布于缅甸、尼泊尔、锡金、不丹、印度以及中国大陆的四川、云南、西藏(等地，一般栖息于海拔较高的山区、冬季下降到低海拔处以及栖息于松林、云杉林、栗林及石楠科的小树上和森林上线及山麓矮树丛中。该物种的模式产地在尼泊尔。